# アラスカ (カクテル)
アラスカ (Alaska Cocktail) とは、ショートドリンクに分類される、ジンをベースとしたカクテルの1種である。
スキニン・アンド・エディ・カクテルとも呼ばれる。

## 概要
1920年代に、アメリカ合衆国サウスカロライナ州で修行中だったハリー・クラドックが考案した。クラドックは1930年に『サヴォイ・カクテル・ブック』を編纂し刊行するが、そこには「アラスカ原住民(Esquimoax)の愛飲酒ではない」「サウスカロライナ州で考案されたらしい」と考案者名を記していない。
アルコール度数の高いカクテルとして有名（35度から43度くらい）。
日本では、バリエーションとなるグリーン・アラスカのほうが人気が高くなっている。

## 標準的なレシピ
標準的なレシピを以下に示す。
- ドライ・ジン 3/4
- シャルトリューズ・ジョーヌ 1/4

作り方
材料をシェークし、カクテル・グラスに注ぐ。
ステアで作る場合もある。

## グリーン・アラスカ
グリーン・アラスカは、アラスカのバリエーションでシャルトリューズ・ジョーヌ（黄）の代わりにシャルトリューズ・ヴェール（緑）を用いたもの。エメラルド・アイルとも呼ばれる。
アラスカよりもアルコール度数が高くなっている（39度から49度くらい）。
標準的なレシピ
- ドライ・ジン 3/4
- シャルトリューズ・ヴェール 1/4

作り方
材料をシェークし、カクテル・グラスに注ぐ。

## 他のバリエーション
- グリーン・アラスカの割合をそのままにして、シャルトリューズ・ヴェールと同量のレモン・ジュースを加えると、「スプリング・フィーリング」となる。ドライ・ジン ： シャルトリューズ・ヴェール ： レモン・ジュース ＝ 2：1：1。
- ドライ・ジンを半量とし、その減った分と同量のチェリー・ブランデーを使用すると、「ザンシア」となる。